# 钿子
钿子，又叫做鈿子頭、扣碗頭，为一類清朝贵族女性所配戴的標誌性冠饰，呈現半圓狀，向後腦勺倒扣。
鈿子頭由金屬製成框架並覆上黑段、蠶絲網、藤等材質製成。早期在吉庆盛典时，配合吉服穿着。后期在日常生活中，亦配戴:328，在广义上是旗頭的一种。其來源源是清朝早期的包頭巾，康熙年間出現具金屬架的包頭巾，即為鈿子雛型，至清中期（乾隆至道光年間）鈿子興盛發展，到了清晚期主要裝飾風格形式定型並取代吉服冠成為更為常見的女性冠飾。鈿子由鈿花裝飾程度分滿鈿、半鈿，因多用于日常生活佩戴，又称常服钿:328，飾滿鳳凰的滿鈿亦稱鳳鈿，而到了清末在鈿子上插飾花簪的習慣演變出了挑杆鈿子。

## 裝飾風格
- 鈿子正面
- 鈿子背面
- 鈿子侧面
- 鈿子侧面
- 鈿子细节
- 鈿子侧面

### 鈿花
鑲在鈿子上的飾物稱為鈿花，與漢族鳳冠的裝飾材料相似，主要為金、銀、點翠（白胸翡翠或黑頭翡翠的羽毛黏於金屬胎底或紙胎底）、寶石（剛玉、尖晶石、碧璽、粉晶、翡翠、瑪瑙等）、料石（琉璃）、珍珠、珊瑚等材料進行裝飾。

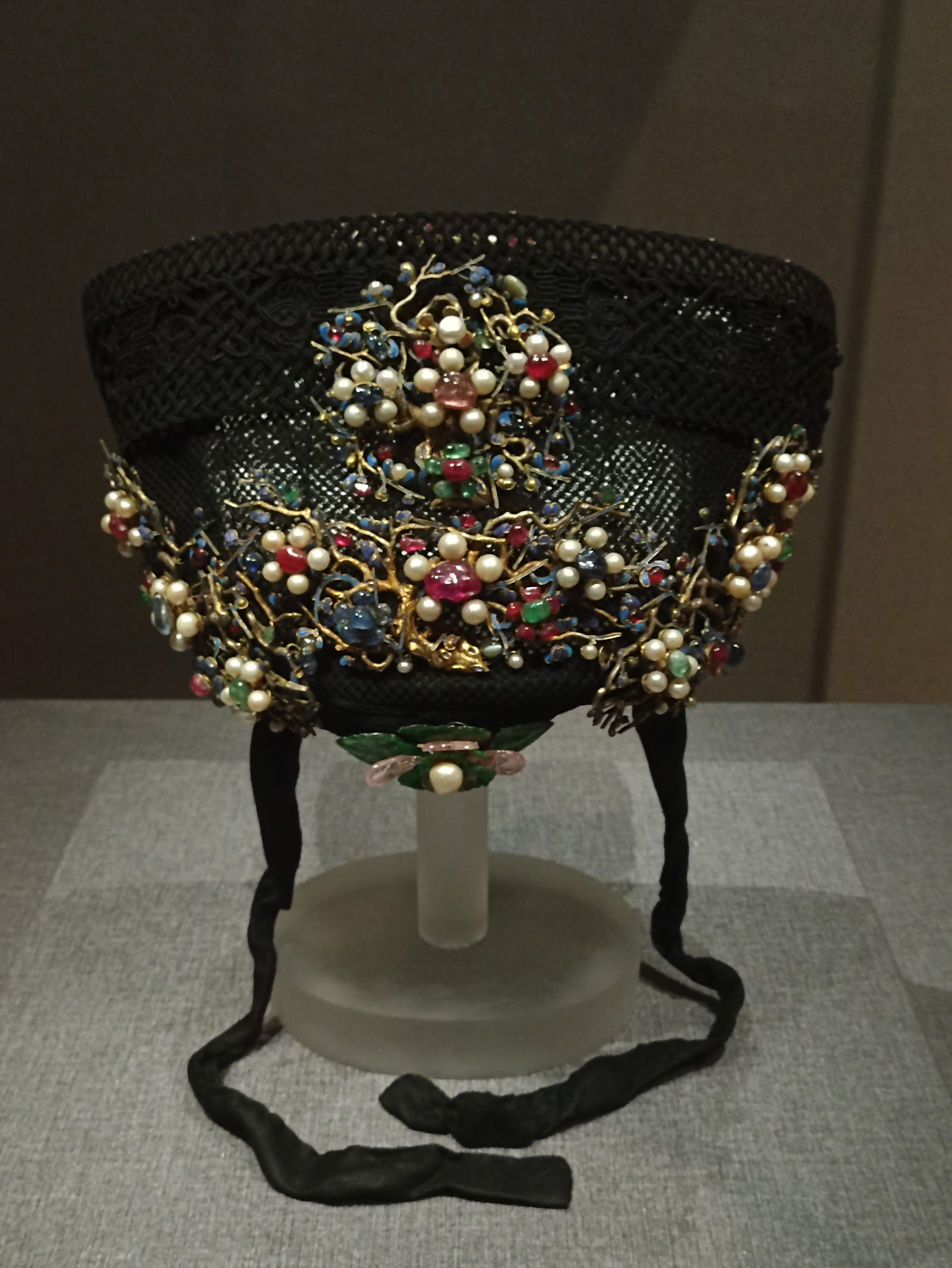
清代 十九世紀晚期 嵌珠寶梅花鈿子，上方可見嵌有珍珠、剛玉、碧璽、翠玉等寶石，並在鏨刻的金枝條上貼有翠羽，藏於國立故宮博物院

鈿花常見的紋樣有龍、鳳凰、蝴蝶、蝙蝠、花卉、祥雲、博古、暗八仙等紋飾，其中鑲滿鳳凰鈿花的亦稱鳳鈿。

### 半鈿
嵌有較少鈿花的鈿子稱為半鈿。崇彝《道咸以来朝野杂记》所记“满钿七块、半钿五块，皆用正面一块，钿尾一大块，此所同者，所分者则正面之上长圆饰，或三或五或七也。”:60通常為日常生活中所配戴。老年妇女、寡妇所戴:328。有時會在配戴半鈿時追加簪飾。

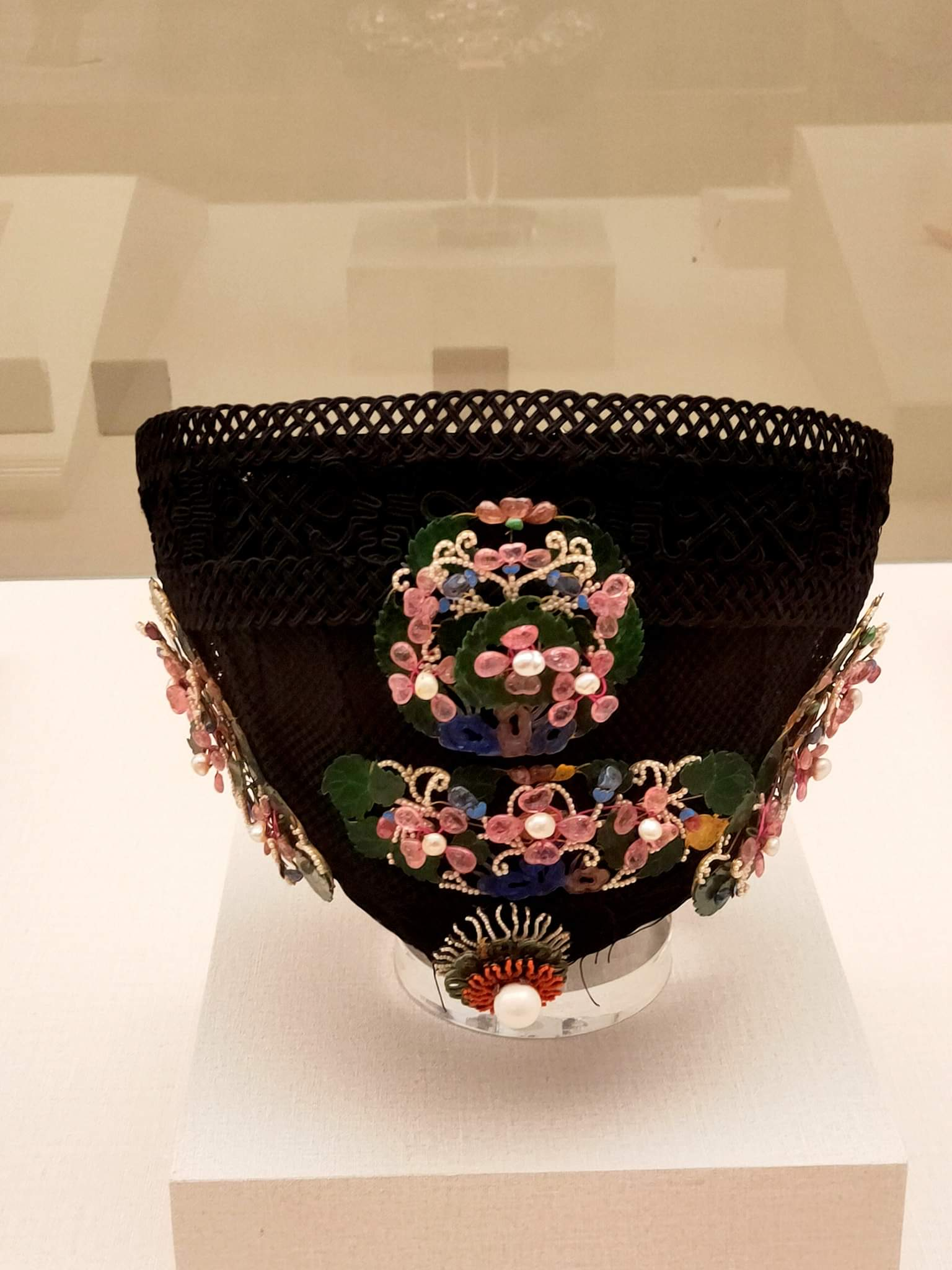
清代 19世紀末 嵌珠寶翠玉花卉鈿子，為一頂典型半鈿， 藏於國立故宮博物院

### 滿鈿和鳳鈿
相較於半鈿，滿鈿鑲有更多鈿花，日常生活配戴。年轻女子所戴:328。通常使用於較重大的場合例如宮宴宴會、婚嫁等；和半鈿一樣有時在配戴時會再追加簪飾。

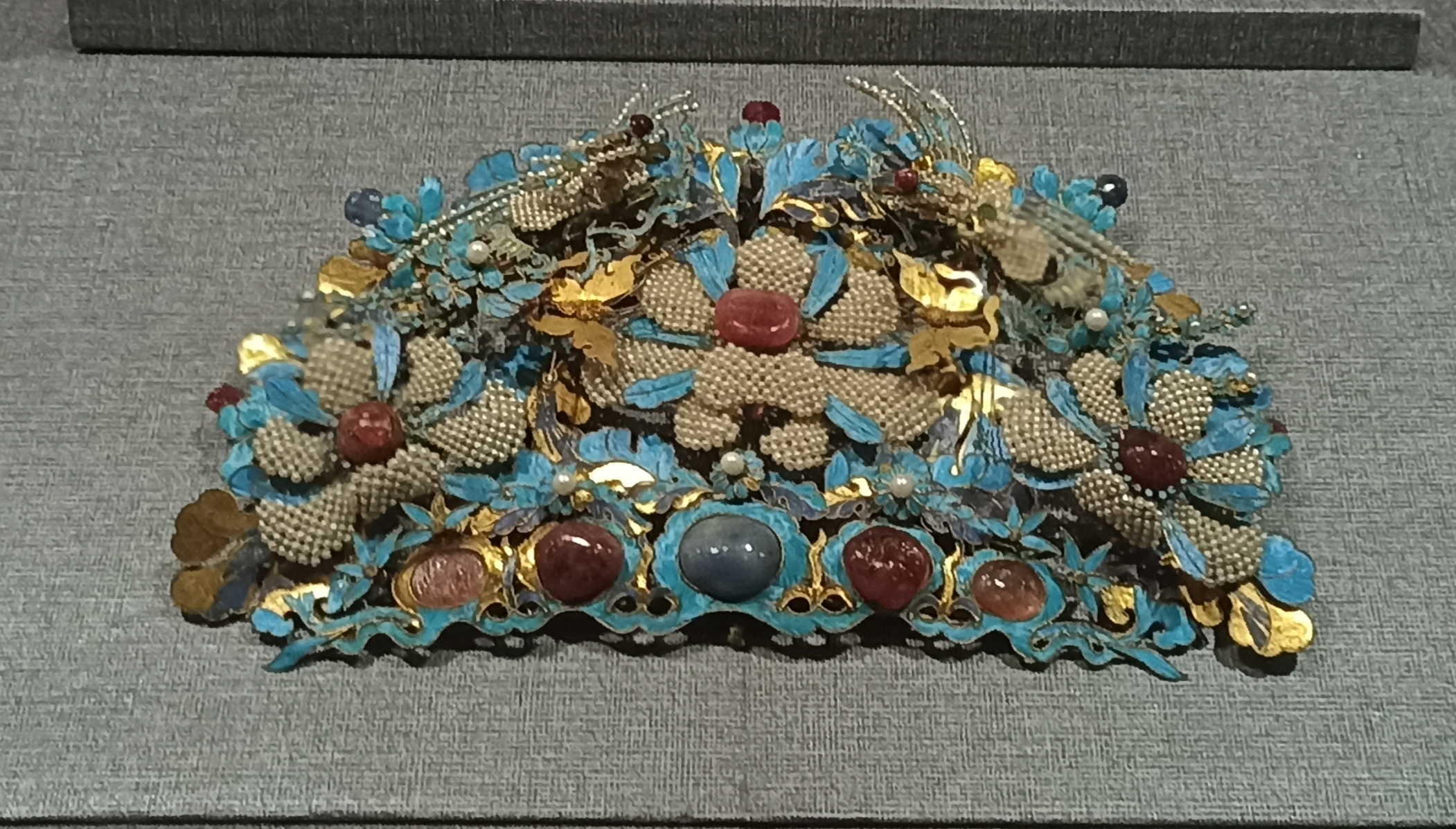
清代 道光 銀鍍金嵌珠鳳蝶牡丹鈿花（鈿尾），為滿鈿所用的鈿尾鈿花，道光二十一年潤三月初六日收，國立故宮博物院藏

而當鈿子的鈿花為鳳凰造型時通常稱為鳳鈿。装饰七支翟鸟，鸟衔珠串，垂至眉间。留存的实物中，有五只金累线凤鸟在上，下排点翠翟鸟九支。另一种形式鳳鈿，全套包含钿口、钿顶（钿尾）及面簪八件，即崇彝《道咸以来朝野杂记》所记“凤钿之饰九块”:59—60。

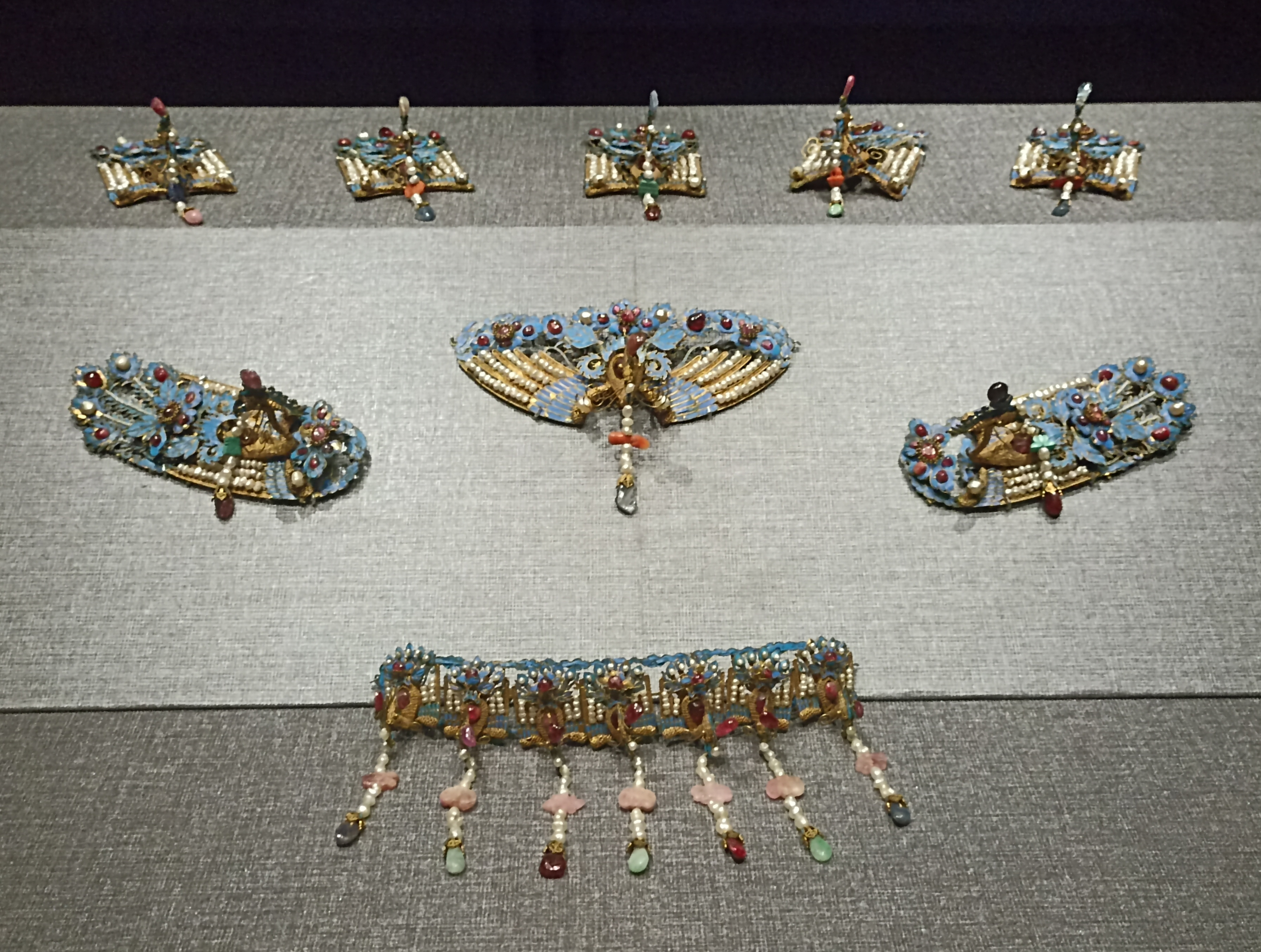
清代 光緒 鳳凰牡丹鈿花一套；為光緒孝定景皇后大婚時所用的鳳鈿鈿花；國立故宮博物院

由於清代對於首飾圖案的階級規範較不嚴格所以鳳鈿並非僅皇后可配戴，亦有親王、皇子命婦配戴鳳鈿的畫像留存。

### 紅絨鈿子
除了在鈿子上裝飾金屬或紙胎鈿花以外有時會在原有的鈿花下再飾有紅絨製成的鈿花，通常見於婚嫁用的鈿子。一般多以滿鈿或鳳鈿為基礎。北京故宮博物院即藏有孝定景皇后大婚所用的紅絨鳳鈿，臺北故宮博物院則藏有兩套與其同款的鈿花。

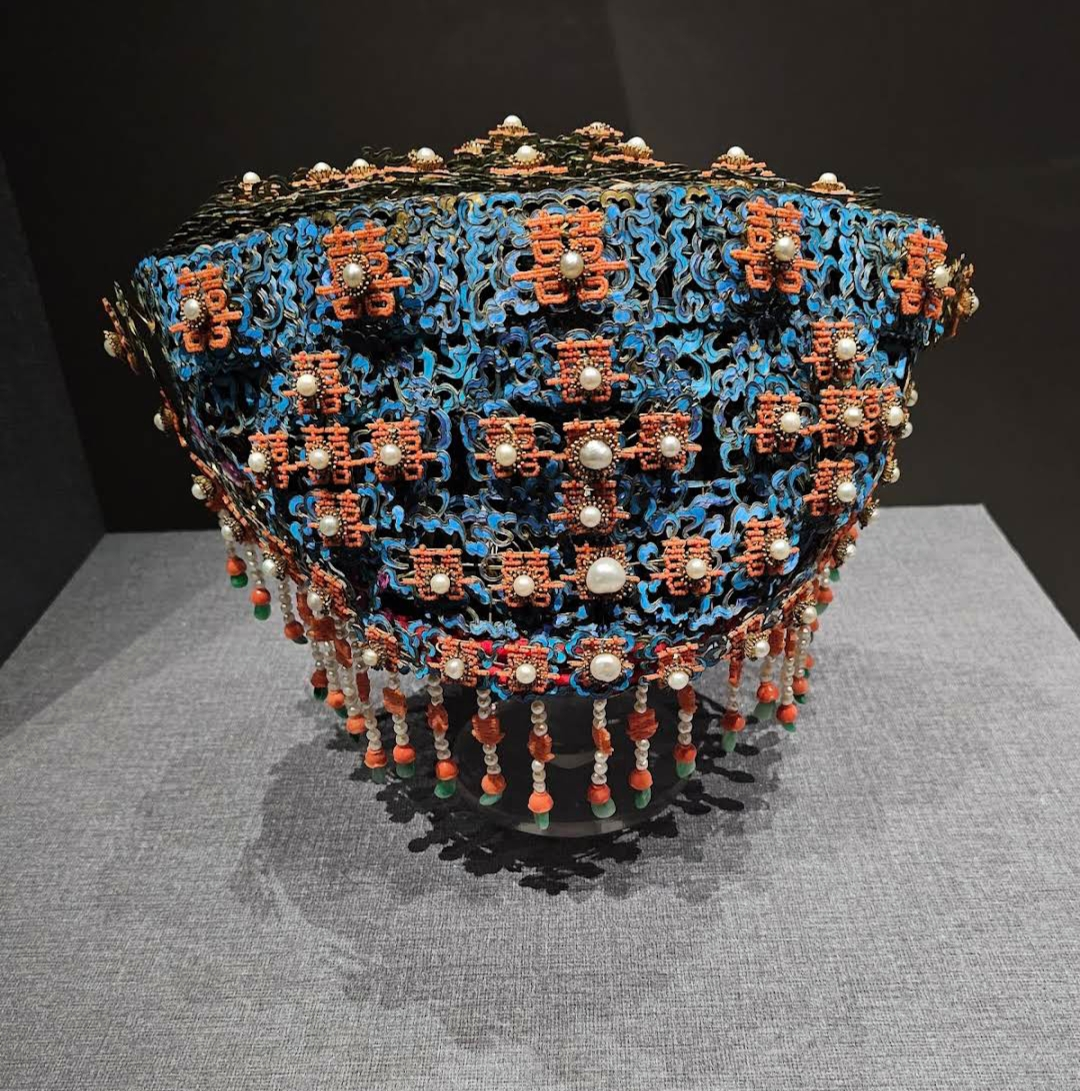
清代 囍字珠翠鈿子 藏於國立故宮博物院

上圖為國立故宮博物院所藏清代宮廷女性婚嫁用囍字鈿子，在鈿子下方口沿處的點翠鈿花下可見鋪有紅絨製成的鈿花。

### 挑杆鈿子
挑杆鈿子起源於在鈿子上簪花、追加其餘簪飾的習慣，至清末民國時期發展出了在原有的鈿子上左右各簪一枚大型花簪的裝飾風格，稱為挑杆鈿子。

## 前身與清早期雛型

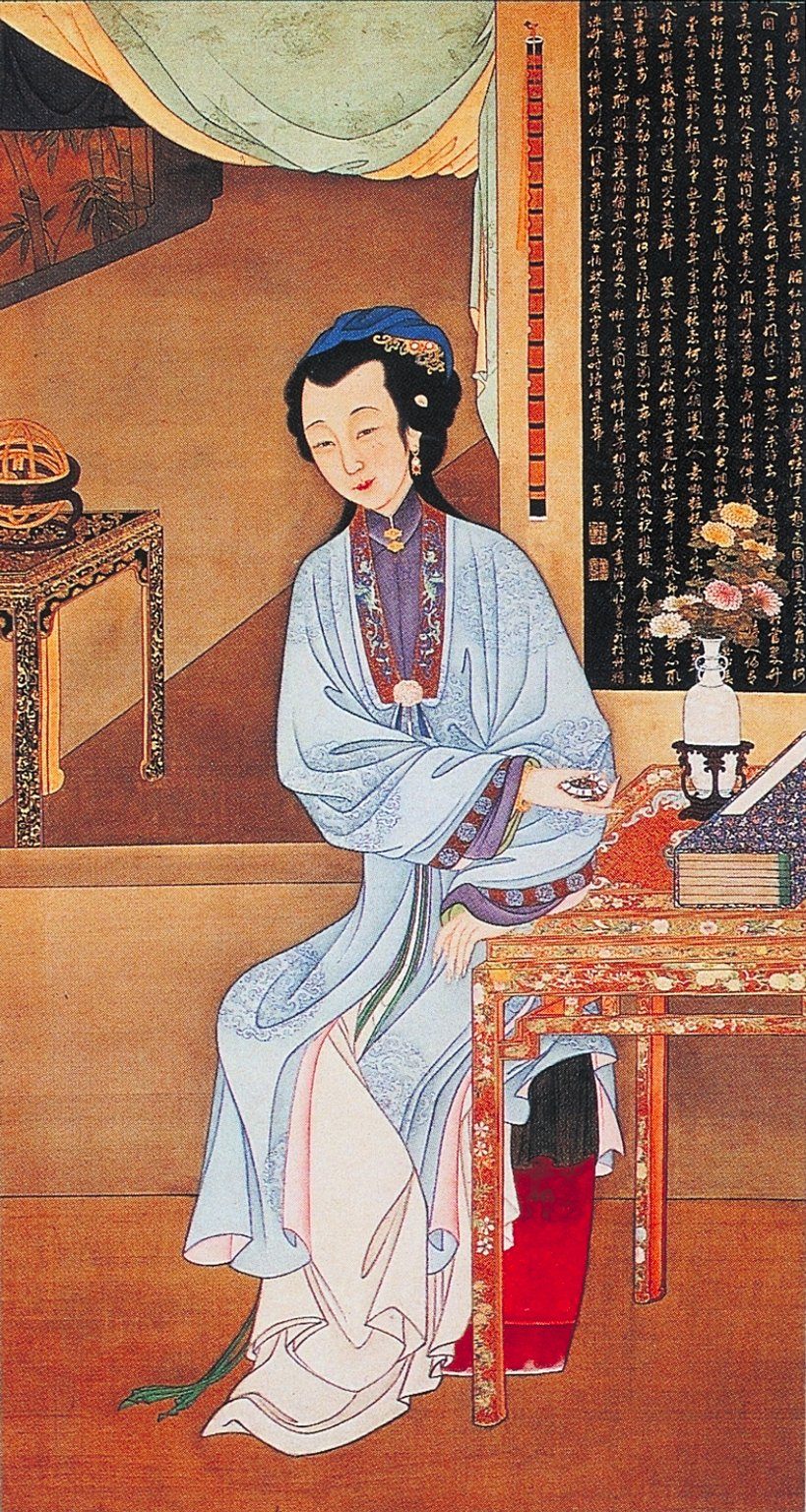
雍正十二美人图中描绘身穿褙子、包头巾的传统仕女形象

“钿”解释为头上的装饰品。为绢花、簪子的统称:328。亦解释为镶嵌金银珠宝的饰件:58。

### 包頭
清早期的旗人女性流行用包頭巾梳理包頭造型，即為鈿子的前身。清初《阅世编》记，“包头上用珠网束发，下垂珠结宝石数串，两鬓亦以珠花、珠结、珠蝶等捧之。”最早绘有钿子的图像制成于康熙年间。清朝中期，出现头戴钿子的后妃画像。当代研究者据此推论钿子出现在康熙年间，形成于雍正、乾隆年间:328。
明代妇女流行的发饰——包头（包头巾）为布巾形式。研究者王倩倩认为，虽然两者材质不同，佩戴者身份不同，但“并不影响钿子起源于包头这个说法”。亦有研究者陈娟娟认为“钿子和包头有两种截然不同的，两者之间没有交集”:328。

### 鈿子雛型
包頭的造型到了大約康熙朝時開始出現在金屬架上包覆包頭巾製成的冠飾，即為鈿子的雛型，推測可能是為了方便摘帶和配戴更多首飾，不過此時的鈿子在裝飾上能仍較素雅。詳細可參考溫禧貴妃墓出土實物。
故宫博物院所藏《康熙孝昭仁皇后半身便装像》中，孝昭仁皇后头发中分，佩戴钿子。钿子上仅装饰有两组小型饰件，推测为金镶珍珠簪饰:63。

## 清中期的興盛發展
到了乾隆時期花絲鑲嵌、點翠、嵌寶、緝珠等宮廷首飾的製作工藝達到了顛峰，鈿子也在此時開始興盛、迅速發展，裝飾風格越見華麗，此時鈿子上的鈿花尚無成規要求，常可見飾滿鳳凰的鈿子，即為鳳鈿。
此時清代宮廷鈿子的地位逐漸上升、配戴場合也在增加，但是尚不如清晚期時普及，由此時期的畫像中可見許多命婦身著吉服袍時搭配鈿子不配戴吉服冠，不過在郎世寧及其餘宮廷畫師所作《心寫治平》、《清院本親蠶圖》、《塞宴四事圖》、《萬國來朝圖》和道光時期的《雍宮式范》可見清中期的后妃在重大典禮時仍以穿朝服配戴朝冠、穿吉服袍配戴吉服冠為主。

## 清晚期
此時期鈿子上鈿花的搭配形制已大約固定，其使用場合也十分普及，日常、婚嫁、重要慶典皆有配戴的機率。 光緒帝大婚圖冊中可見身著吉服袍配戴鈿子的命婦，慈禧太后也留有身著吉服袍並且配戴簪花鈿子的畫像。故有研究者推论，清中期以来已成为穿着吉服时主要的冠饰:328，已取代吉服冠。

## 戲曲與現代影視發展

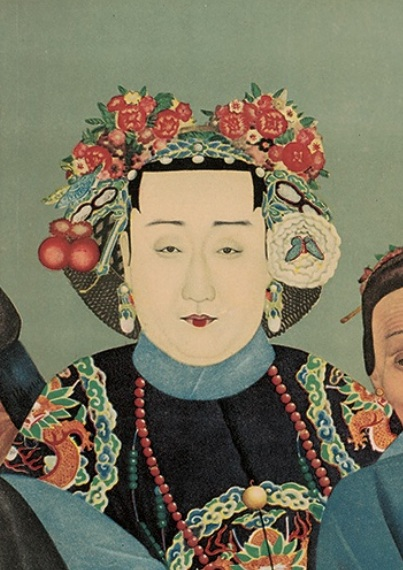
光绪《同光十三绝》中描绘的梅巧玲饰演的《雁门关》萧太后。虽然是辽代契丹人，仍佩戴钿子、身穿清朝吉服。2018年时电视剧《大宋宫词》亦曾受此类造型误导。

### 戲曲
清末傳統戲曲形成后，異邦女子常以旗人婦女形象為裝扮，例如著名京劇劇目《四郎探母》、《雁門關》中蕭太后一角受清晚期服飾風格影響後不以遼代服飾為裝扮，而是參考旗人婦女造型配戴清代簪花鈿子，可參見於光绪年间画作同光十三絕中梅巧玲之蕭太后扮相。即是穿吉服、戴着花朵钿子的清朝命妇形象。2018年，电视剧《大宋宫词》制作时，受此类造型影响，以《清昇平署戏曲人物扮相谱》中近似的造型为萧太后装扮。